# اولریکسکیریشن شلاینباخ
اولریکسکیریشن شلاینباخ (به آلمانی: Ulrichskirchen-Schleinbach) یک منطقهٔ مسکونی در اتریش است که در ناحیه میستلباخ واقع شده‌است. اولریکسکیریشن شلاینباخ ۲٬۳۲۹ نفر جمعیت دارد.